# 임효우
임효우는 대한민국의 배우이다.

## 영화
- (2006년) 《야수》 ... 도강파 조직원 역
- (2006년) 《음란서생》 ... 검은 복면 4 역
- (2006년) 《사생결단》 ... 검찰 수사관 3 역
- (2006년) 《비열한 거리》
- (2007년) 《오래된 정원》
- (2010년) 《포화 속으로》
- (2011년) 《아저씨》 ... 사채 덩치 역
- (2010년) 《퀴즈왕》
- (2010년) 《불량남녀》 ... 봉두파 사내 3 역
- (2011년) 《로맨틱 헤븐》

## 드라마
- (2024년) tvN 《가석방심사관 이한신》 ... 임정균 역